# Hartogiopsis trilobocarpa
Hartogiopsis trilobocarpa es la única especie del género monotípico Hartogiopsis,  perteneciente a la familia de las celastráceas. Es  originaria de  Madagascar.

## Taxonomía
Hartogiopsis trilobocarpa fue descrita por (Baker) H.Perrier  y publicado en Notulae Systematicae. Herbier du Museum de Paris 10: 195. 1942.
Sinonimia
- Hartogia trilobocarpa Loes.
- Schrebera trilobocarpa (Baker) Loes.[3]